# Bulbophyllum incommodum
Bulbophyllum incommodum là một loài phong lan thuộc chi Bulbophyllum.